# Beuthener SuSV
Beuthener Spiel- und Sport-Verein 1909 e.V. (pierwotnie  Britannia Beuthen, znany również jako Beuthener SuSV 09, SuSV 09, Beuthen 09) – niemiecki klub piłkarski, który działał w latach 1909–1945 w Bytomiu.

## Historia

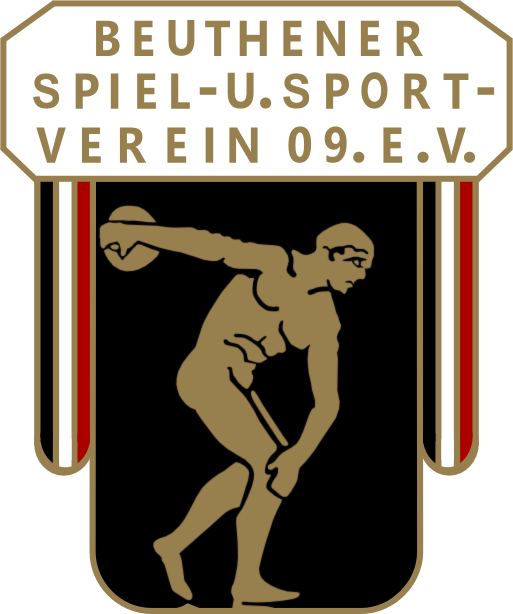
Historyczne logo klubu

Klub został założony 15 czerwca 1909 roku. W 1911 roku został przemianowany na SuSV Beuthen. W sezonie 1914 klub został mistrzem Górnego Śląska. W czasie I wojny światowej rozgrywki zostały zawieszone.

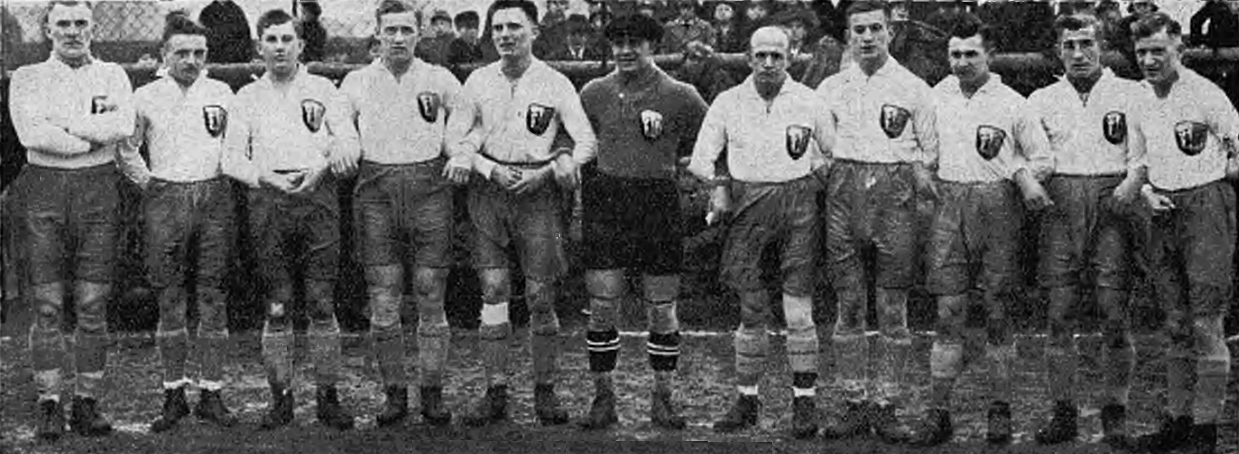
Drużyna Beuthener SuSV 09 w 1930 roku,
siódmy od lewej stoi Paweł Urbański (wcześniej do 1927 roku piłkarz Amatorskiego KS Królewska Huta)

Po wojnie w dwóch następnych sezonach z rzędu: 1920 i 1921 SuSV 09 Beuthen został ponownie mistrzem Górnego Śląska. W 1920 w okresie plebiscytowym przegrał 2:3 mecz z Pogonią Lwów (wzmocnioną zawodnikami innych drużyn lwowskich i warszawskich) rozgrywającą mecze o znaczeniu propagandowym na Górnym Śląsku. Klub ten zapłacił za możliwość rozegrania meczu z Polakami. W 1922 roku część Górnego Śląska została przyłączona do Rzeczypospolitej Polskiej, a Bytom pozostał w Niemczech. W sezonie 1922/1923 klub zdobył mistrzostwo niemieckiej części Górnego Śląska i zakwalifikował się do dalszych rozgrywek, zdobywając wicemistrzostwo Południowo-Wschodnich Niemiec. W rozgrywkach niemieckich najpierw walczono o mistrzostwo swojego okręgu – w tym wypadku Górnego Śląska lub Śląska, później o mistrzostwo swojej części kraju – w tym wypadku Południowo-Wschodnich Niemiec (niem: Südost-Deutschland). Mistrz Południowo-Wschodnich Niemiec grał już systemem pucharowym play-off o mistrzostwo całego kraju. W sezonie 1925 klub zdobył swój drugi tytuł mistrza niemieckiej części Górnego Śląska, uplasował się także na 4. miejscu w rozgrywkach o mistrzostwo Południowo-Wschodnich Niemiec. 

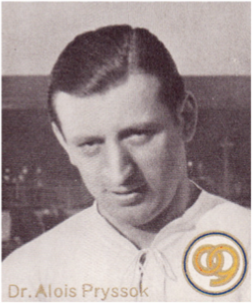
Alois Pryssok, piłkarz

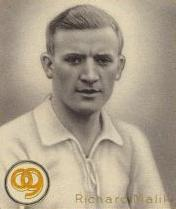
Richard Malik, piłkarz

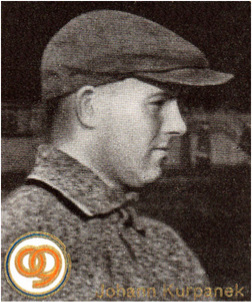
Johann Kurpanek, bramkarz

W sezonie 1929 klub zdobył swoje trzecie mistrzostwo niemieckiej części Górnego Śląska, plasując się ponownie na 4. miejscu w rozgrywkach Południowo-Wschodnich Niemiec. W sezonie 1930 klub był drugi (po Preußen Hindenburg), lecz grał w dalszych rozgrywkach zdobywając mistrzostwo Południowo-Wschodnich Niemiec. W pierwszym meczu w rozgrywkach play-off (1/8) o mistrzostwo Niemiec przegrał jednak 3:2 z Herthą Berlin, która w tym sezonie została mistrzem Niemiec. W sezonie 1931 klub ponownie był drugi w niemieckiej części Górnego Śląska (po Preußen Hindenburg), aczkolwiek ponownie zdobył mistrzostwo Południowo-Wschodnich Niemiec. W pierwszym meczu w rozgrywkach play-off o mistrzostwo Niemiec przegrał jednak 0:2 z Hamburger SV. W następnym sezonie - 1932 Britannia Beuthen kolejny raz była druga (po Vorwärts-Rasensport Gleiwitz) w niemieckiej części Górnego Śląska, ale zdobyła swoje trzecie mistrzostwo Południowo-Wschodnich Niemiec. W pierwszym meczu w rozgrywkach o mistrzostwo Niemiec przegrała jednak 5:1 z Polizei Chemnitz. W sezonie 1933 drużyna zdobyła kolejne mistrzostwo niemieckiej części Górnego Śląska oraz swoje czwarte mistrzostwo Południowo-Wschodnich Niemiec. W pierwszym meczu w pierwszej fazie rozgrywek (1/8) o mistrzostwo Niemiec klub wygrał 7:1 z Prussia Samland Königsberg, w drugim meczu (1/4 mistrzostw Niemiec) drużyna przegrała jednak 3:0 z TSV 1860 Monachium.
W 1933 powstała Gauliga Schlesien, gdzie rywalizowały już drużyny z całego Śląska, a po niej grało się już bezpośrednio o mistrzostwo Niemiec z pominięciem rundy Południowo-Wschodnich Niemiec. W sezonie 1934 SuSV 09 zdobył tytuł mistrza niemieckiej części Śląska oraz awansował do pierwszej grupy (z czterech grup, po cztery kluby) rozgrywek play-off o mistrzostwo Niemiec. W swojej grupie rozegrał dwumecze z Viktoria 1889 Berlin (1:4, 2:5); z Viktoria Stolp (2:1, 1:1) oraz z Preußen Danzig (2:1, 4:1). Ostatecznie uplasował się na 2 pozycji w swojej grupie. W następnych sezonach: 1934/1935 i 1935/1936 klub uplasował się na 3. miejscu w Gauliga Schlesien. W sezonie 1936/1937 klub zdobył swój drugi tytuł mistrza niemieckiej części Śląska i awansował do pierwszej grupy rozgrywek o mistrzostwo Niemiec. W swojej grupie rozegrał dwumecze z Hamburger SV (6:0, 4:1); z BC Hartha Chemnitz (4:2, 2:6) i z Hindenburg Allenstein (2:2, 2:1). Ostatecznie uplasował się na ostatnim miejscu w swojej grupie. W kolejnych sezonach klub wyraźnie osłabł, w sezonie 1937/1938 zajął 10. miejsce w Gauliga Schlesien, w sezonie 1939/1940 zajął 3. miejsce w Gauliga Schlesien-Gruppe Oberschlesien, w sezonie 1940/1941 - 8. miejsce w Gauliga Schlesien, w sezonie 1941/1942 - 5. miejsce w Gauliga Oberschlesien, w sezonie 1942/1943 - 6. miejsce a w sezonie 1943/1944 - 9. miejsce. Britannia Beuthen przestała istnieć w 1945 roku po przegranej III Rzeszy w II wojnie światowej i przyłączeniu Bytomia do Polski.

## Sukcesy
- 1/4 Mistrzostw Niemiec (x1): 1933
- Mistrz południowo-wschodnich Niemiec (x4): 1930, 1931, 1932, 1933
- Wicemistrz południowo-wschodnich Niemiec (x1): 1923
- Mistrz Górnego Śląska (x3): 1914, 1920, 1921
- Mistrz niemieckiej części Śląska - Gauliga Schlesien (x2): 1934, 1937
- Mistrz niemieckiej części Górnego Śląska (x4): 1923, 1925, 1929, 1933